# Real Zaragoza 1999-2000
Questa voce raccoglie le informazioni riguardanti il Real Saragozza nelle competizioni ufficiali della stagione 1999-2000

## Rosa
| N. |                                 | Ruolo | Calciatore           |
| -- | ------------------------------- | ----- | -------------------- |
| 1  | Spagna (bandiera)               | P     | Juan Miguel García   |
| 2  | Russia (bandiera)               | C     | Vladislav Radimov    |
| 3  | Spagna (bandiera)               | D     | Jesús Ángel Solana   |
| 4  | Spagna (bandiera)               | D     | Luis Carlos Cuartero |
| 5  | Italia (bandiera)               | D     | Marco Lanna          |
| 6  | Spagna (bandiera)               | D     | Xavier Aguado        |
| 7  | Spagna (bandiera)               | A     | Juanele              |
| 8  | Spagna (bandiera)               | C     | Santiago Aragón      |
| 9  | Bosnia ed Erzegovina (bandiera) | A     | Savo Milošević       |
| 10 | Spagna (bandiera)               | C     | Ander Garitano       |
| 11 | Spagna (bandiera)               | C     | Martín Vellisca      |

| N. |                      | Ruolo | Calciatore           |
| -- | -------------------- | ----- | -------------------- |
| 12 | Brasile (bandiera)   | A     | Jamelli              |
| 13 | Spagna (bandiera)    | P     | César Láinez         |
| 14 | Spagna (bandiera)    | C     | José Ignacio Sáenz   |
| 16 | Spagna (bandiera)    | D     | Pablo Díaz           |
| 17 | Spagna (bandiera)    | C     | Luis Helguera        |
| 19 | Spagna (bandiera)    | A     | Yordi                |
| 20 | Argentina (bandiera) | C     | Roberto Miguel Acuña |
| 21 | Argentina (bandiera) | D     | Jorge Martínez       |
| 22 | Finlandia (bandiera) | D     | Gary Sundgren        |
| 23 | Spagna (bandiera)    | D     | Francisco Jémez      |
| 24 | Spagna (bandiera)    | C     | Marcos Vales         |